# Li Yuanchao
Li Yuanchao (chiń. 李源潮; pinyin Lǐ Yuáncháo; ur. 11 listopada 1950 w Lianshui w prowincji Jiangsu) – chiński polityk, wiceprzewodniczący Chińskiej Republiki Ludowej od 14 marca 2013 do 17 marca 2018. 

## Życiorys
Należy do grupy etnicznej Han, od 1978 roku jest członkiem KPCh. Posiada doktorat z prawa, obroniony w 1998 roku w Centralnej Szkole Partyjnej w Pekinie.
Od 1983 do 1990 roku członek Komitetu Krajowego Ligi Młodzieży Komunistycznej. Od 1988 do 2003 roku członek Komitetu Krajowego Ludowej Politycznej Konferencji Konsultatywnej Chin. W latach 1996–2000 był wiceministrem kultury. 
Od 2001 do 2003 roku sekretarz Komitetu Miejskiego KPCh w Nankinie, 2002-2007 także Komitetu Prowincjonalnego prowincji Jiangsu.
Od 2007 roku jest członkiem Komitetu Centralnego KPCh i jego Biura Politycznego. Postrzegany jako członek reformatorskiego skrzydła partii. W marcu 2013 roku wybrany wiceprzewodniczącym Chińskiej Republiki Ludowej. Sprawował ten urząd do marca 2018 roku.